# El cautivo de Tiltil
«El cautivo de Til Til» es una canción del cantautor chileno Patricio Manns del año 1966, compuesta en dedicación al guerrillero chileno Manuel Rodríguez.

## Versiones
- 1978:
  - Fernando Ubiergo, en el álbum Ubiergo en vivo.
  - la banda folclórica chilena Aquelarre, donde participaba el ministro de Hacienda de Chile Nicolás Eyzaguirre.[1]
  - Sanampay, en el álbum Yo te nombro.[2][3]
- 1998: la cantante argentina Soledad Pastorutti interpreta una versión en el disco A mi gente.
- 2010: versión cantada por Miranda y Tobar para la telenovela Manuel Rodríguez (en Chilevisión).